# Петренко Богдан Олександрович
Богда́н Олекса́ндрович Петре́нко (1997—2020) — старший солдат Збройних сил України, учасник російсько-української війни.

## З життєпису
Народився 1997 року в селі Кощіївка (Фастівський район, Київська область).
У часі війни — старший солдат, старший навідник гранатометного взводу 72-ї бригади.
4 березня 2020-го біля села Оріхове (Попаснянський район) зазнав важких уламкових поранень голови внаслідок обстрілу терористів позицій бригади. Того дня окупанти здійснили біля Оріхового два обстріли — з мінометів калібрів 120 та 80 мм, також зі станкового протитанкового гранатомета. Після операції перебував у комі.
10 березня 2020 року помер від поранень у ВМКЦ Північного регіону (Харків).
13 березня 2020-го похований з військовими почестями у місті Фастів, Алея Слави Інтернаціонального кладовища. 13 березня у Фастівському районі оголошено триденний День жалоби.
Без Богдана лишились батьки, сестра та син Кирило 2017 р.н.

## Нагороди та вшанування
- Указом Президента України № 177/2020 від 12 квітня 2020 року за «особисту мужність і самовіддані дії, виявлені у захист державного суверенітету та територіальної цілісності України» нагороджений орденом «За мужність» III ступеня (посмертно)[3]